# Proasellus stocki
Proasellus stocki is een pissebed uit de familie Asellidae. De wetenschappelijke naam van de soort is voor het eerst geldig gepubliceerd in 2003 door Henry & Magniez.